# Faserbruch
Als Faserbruch (englisch fibre failure; FF) wird das Zerreißen oder Brechen einer sehr großen Anzahl von Faserbündeln eines Faser-Kunststoff-Verbundes verstanden.
Ein Faserbruch führt bei einer unidirektionalen Schicht zum Totalversagen dieser Einzelschicht, da sie die Tragfähigkeit in Faserrichtung verliert. Der Faserbruch ist, anders als der Zwischenfaserbruch, eine nicht tolerierbare Versagensform. Der Grund hierfür sind die hohen Belastungen, die in benachbarten Schichten nach einem Faserbruch entstehen und dort zu Delamination oder Zwischenfaserbruch führen.
Der Faserbruch ist die Folge einer sehr hohen Belastung, die im Allgemeinen durch faserparallele Zug- oder Druckbeanspruchung hervorgerufen wird.

## Zugbeanspruchung
Unter statischer Längs-Zugbelastung reißen ab etwa 50 % der Bruchlast erste Filamente der UD-Schicht, was bei einer weiteren Steigerung der Belastung zum Zerreißen ganzer Faserbündel führt. Die Einzelfasern der unidirektionalen Schicht stehen nach dem Versagen „besenförmig“ ab. Ein Faserbruch aufgrund einer Längs-Zugbeanspruchung ist erkennbar durch den Steifigkeitsverlust und die gut hörbaren Brüche der Fasern.

## Druckbeanspruchung
Die Tragfähigkeit der Fasern ist bei der Längs-Druckbeanspruchung erschöpft, wenn die elastische Stützung durch den Matrixwerkstoff nicht aufrechterhalten werden kann: die Fasern knicken aus.
Drei Brucharten sind möglich:
- aufgrund von Scherung
- Mikroknicken
- Schubknicken